# Nicky Katt
Nicholas Agustin „Nicky” Katt (ur. 11 maja 1970 w Dakocie Południowej, zm. 8 kwietnia 2025 w Burbank) – amerykański aktor. Odtwórca roli Harry’ego Senate, nauczyciela geologii i charyzmatycznego łamacza zasad, który zwraca uwagę swojej klasy, strzelając ślepymi nabojami z pistoletu, ale także skutecznie rozbrajając ucznia grożącego innemu nauczycielowi bronią w serialu Davida E. Kelleya Fox Boston Public (2000–2004).

## Życiorys
Urodził się w Dakocie Południowej. Jego matka była pochodzenia niemieckiego, a ojciec miał korzenie szwedzkie, angielskie, szkockie i duńskie.
W wieku dziesięciu lat pojawił się jako bukmacher (niewymieniony w czołówce) w jednym z odcinków serialu fantasy ABC Wyspa Fantazji (Fantasy Island, 1980) z Ricardo Montalbánem – pt. „The Devil and Mandy Breem/The Millionaire” („The Devil and Mandy Breem/Instant Millionaire”). Mając 11 lat zadebiutował na scenie Center Theater w Los Angeles w roli Albiego w przedstawieniu Strumienie miłości (Love Streams, 1981), wystąpił jako syn w komedii Tajne asy (Underground Aces, 1981) z Melanie Griffith i Pat McGuire w jednym z odcinków serialu kryminalnego NBC CHiPs (1981) – pt. „Diament w stanie surowym” („Diamond in the Rough”) z Erikiem Estradą. W serialu telewizyjnym NBC V (1984) został obsadzony w roli Seana, syna Mike’a Donovana (Marc Singer). W ekranizacji sztuki Erica Bogosiana SubUrbia (1997) w reżyserii Richarda Linklatera zagrał Tima u boku Giovanniego Ribisi. W dramacie kryminalnym Stevena Soderbergha Angol (The Limey, 1999) wystąpił jako Stacy the Hitman.
Katt często grał nieczułe postaci, takie jak irytujący miłośnik szybkich samochodów w komedii Richarda Linklatera Uczniowska balanga (Dazed and Confused, 1993) z Benem Affleckiem i Jasonem Londonem, niefortunny biały gwałciciel dzieci w dramacie kryminalnym Joela Schumachera Czas zabijania (A Time to Kill, 1996) z Sandrą Bullock oraz zgorzkniały rywal w biznesie w Ryzyko (Boiler Room, 2000) z Vinem Dieselem. 
Podkładał także swój głos w grach, w tym Attona Randa w Knights of the Old Republic II: The Sith Lords (Star Wars Knights of the Old Republic II: The Sith Lords, 2004). 
W 2004 wystąpił w roli Eddiego w produkcji off-Broadwayowskiej Wspomnienie z drugiej ręki Woody’ego Allena.
Wiosną 2006 został pierwotnie obsadzony w serialu ABC The Evidence, ale został zastąpiony przez Roba Estesa.

## Życie prywatne
7 sierpnia 1999 zawarł związek małżeński z Annie Morse. W 2001 doszło do rozwodu.

### Śmierć
8 kwietnia 2025 w Burbank w Kalifornii w wieku 54 lat popełnił samobójstwo przez powieszenie.

## Filmografia

### Filmy
- 1989: Na przedmieściach (The Burbs) jako Steve Kuntz
- 1993: Uczniowska balanga (Dazed and Confused) jako Clint Bruno
- 1993: Amerykański Yakuza (American Yakuza) jako Vic
- 1995: Wyprawa po życie (The Cure) jako Pony
- 1995: Doom Generation – Stracone pokolenie (The Doom Generation) jako Carnoburger Cashier
- 1995: Opiekunka (The Babysitter) jako Mark
- 1996: Czas zabijania (A Time to Kill) jako Billy Ray Cobb
- 1997: Batman i Robin (Batman & Robin) jako Spike
- 1998: Odwieczny wróg (Phantoms) jako deputowany Steve Shanning
- 1999: Angol (The Limey) jako Stacy the Hitman
- 2000: Desperaci (The Way of the Gun) jako Obecks
- 2000: Ryzyko (Boiler Room) jako Greg Weinstein
- 2001: Życie świadome (Waking Life) w roli samego siebie
- 2002: Bezsenność (Insomnia) jako Fred Duggar
- 2002: Full Frontal. Wszystko na wierzchu (Full Fronta) jako Hitler
- 2005: Sin City: Miasto grzechu (Sin City) jako Stuka
- 2007: Grindhouse: Planet Terror (Planet Terror) jako Joe
- 2007: Grindhouse: Death Proof (Death Proof) jako sprzedawca
- 2007: Odważna (The Brave One) jako detektyw Vitale
- 2007: Śnieżne anioły (Snow Angels) jako Nate Petite
- 2008: Mroczny rycerz (The Dark Knight) jako członek S.W.A.T.
- 2011: Facet do dziecka (The Sitter) jako oficer NYPD
- 2013: Wielki Liberace (Behind the Candelabra) jako Pan Y

### Seriale
- 1981: Ojciec Murphy jako Chester
- 1996: Więzy krwi jako Starkweather
- 1996: Przyjaciele jako Arthur
- 2000-02: Boston Public jako Harry Senate
- 2006: Detektyw Monk jako sierżant Ryan Sharkey

### gry komputerowe
- 2004: Knights of the Old Republic II: The Sith Lords (Star Wars Knights of the Old Republic II: The Sith Lords) jako Atton Rand (głos)

## Nagrody
| Rok  | Nagroda          | Kategoria                                           | Film                               | Rezultat  |
| ---- | ---------------- | --------------------------------------------------- | ---------------------------------- | --------- |
| 2001 | Nagroda Satelita | Najlepszy aktor w serialu dramatycznym              | Boston Public                      | Nominacja |
| 2003 | Nagroda Satelita | Najlepszy aktor drugoplanowy w komedii lub musicalu | Full Frontal. Wszystko na wierzchu | Nominacja |